# Тренутак нестајања
Тренутак нестајања (енгл. Weapons) амерички је хорор филм из 2025. у режији и по сценарију Зака Крегера. Главне улоге тумаче Џош Бролин, Џулија Гарнер и Олден Еренрајх. Радња прати тајанствени случај нестанка седамнаесторо деце из истог одељења, након што их је отела невидљива сила.
Премијера је приказана 6. августа 2025. на Филипинима. Добио је позитивне рецензије критичара и зарадио преко 155 милиона долара широм света.

## Радња
У 2.17 ујутру, свако дете из разреда госпође Ганди се пробудило, устало из кревета, сишло низ степенице, отворило улазна врата, закорачило у таму и никад се више није вратило. Кад сва деца из истог разреда, осим једног, мистериозно нестану исте ноћи у тачно исто време, заједница се пита ко или шта стоји иза њиховог нестанка.

## Улоге
| Глумац            | Улога         |
| ----------------- | ------------- |
| Џош Бролин        | Арчер Граф    |
| Џулија Гарнер     | Џастин Ганди  |
| Кери Кристофер    | Алекс Лили    |
| Олден Еренрајх    | Пол Морган    |
| Остин Абрамс      | Џејмс         |
| Бенедикт Вонг     | Ендру Маркус  |
| Ејми Мадиган      | Гледис Лили   |
| Тоби Хас          | Ед Лок        |
| Џун Дајана Рејфил | Дона Морган   |
| Витмер Томас      | господин Лили |
| Кали Шутера       | госпођа Лили  |
| Клејтон Фарис     | Тери Маркус   |
| Лук Спекман       | Метју Граф    |